# دنیل هندلر
دنیل هندلر (به انگلیسی: Daniel Handler) (زاده ۲۸ فوریه ۱۹۷۰) نویسنده، فیلم‌نامه‌نویس و آکاردئوننواز آمریکایی است. او بیشتر به‌خاطر آثارش زیر نام مستعار لمونی اسنیکت به‌ویژه محبوب‌ترین آنها مجموعه ماجراهای بچه‌های بد شانس شناخته شده‌است. وی در فیلم سرگذشت ناگوار، داستان‌های لمونی اسنیکت نقش کوتاهی به عنوان عکاس نیز ایفا نموده‌است.
او در سال ۱۹۷۰ در پاریس فرانسه به دنیا آمد. پدر او لوئیس هندلر یک حسابدار و مادرش سندرا هندلر بازنشسته سیتی‌کالج سان فرانسیسکو است. او دو خواهر و برادر بزرگتر به نام‌های ربکا و جک دارد. هندلر در سال ۱۹۹۲ از دانشگاه وسلیان دانش‌آموخته شد. او همچنین دانش‌آموخته گروه کر پسران سان‌فرانسیسکو است. همسر او لیزا براون یک گرافیست است که در دانشگاه با هم آشنا شدند. او یک پسر به نام اُتو (زاده ۲۰۰۳) دارد.

## حرفه
مجموعه ۱۳ بخشی ماجراهای بچه‌های بدشانس معروف‌ترین و محبوب‌ترین اثر هندلر است. او این مجموعه را با نام مستعار لمونی اسنیکت نوشته‌است. طرفداران این مجموعه نیز او را با این نام مرموز می‌شناسند. هندلر تاکنون چند رمان طنزآمیز با مایه‌های ترسناک نوشته که بیشترشان ویژه مخاطب بزرگسال هستند. هشت اصلی و مواظب حرف دهنت باش از کتاب‌های گوتیک او هستند. او چند فیلم‌نامه نیز نوشته‌است که برخی از آنها مانند ریک و بیچاره را بکش تبدیل به فیلم شده‌اند. هندلر همچنین یک آلبوم موسیقی با نام کشتزارهای مغناطیسی که شامل نوازندگی آکاردئون است، عرضه کرده‌است.

## ترجمه آثار هندلر به فارسی
کتاب‌های مجموعه ماجراهای بچه‌های بدشانس توسط مترجمان مختلف به زبان فارسی ترجمه و با ویراستاری مشترک توسط انتشارات ماهی و بنفشه (قدیانی) در ایران منتشر شده‌اند.